# آب‌انبار برخوردار
آب‌انبار برخوردار مربوط به دوره متاخر اسلامی دوره قاجار است و در یزد، خیابان سلمان، کوچه مکتب الزهرا واقع شده و این اثر در تاریخ ۲۲ آبان ۱۳۸۶ با شمارهٔ ثبت ۱۹۹۰۱ به‌عنوان یکی از آثار ملی ایران به ثبت رسیده است.